# Germania (aerolínia)
Germania, nom comercial de Germania Fluggesellschaft mbH, fou una aerolínia de capital privat amb seu a Berlín (Alemanya). Després de centrar-se en les operacions de xàrter en els seus inicis, es convertí en una aerolínia de vols regulars, tot i que continuava operant vols xàrter. Aquest canvi d'estratègia alimentà el seu creixement durant uns quants anys. Germania duia a terme vols a Europa, el nord d'Àfrica i l'Orient Pròxim des de diverses bases alemanyes. El 2009 transportà 2,5 milions de passatgers. A l'estiu del 2014 tenia uns 850 treballadors en plantilla. El 4 de febrer del 2019 feu fallida i l'endemà mateix cessà la seva activitat.